# Set It Off
Set It Off  es una película de 1996 dirigida por F. Gary Gray, y protagonizada por Jada Pinkett, Queen Latifah, Vivica A. Fox y Kimberly Elise (en su debut en cine).

## Argumento
Cuatro amigas cercanas viven en Los Ángeles, California. Todas son pobres y han sufrido mucho. Finalmente un día ellas deciden planear un ejecutar un robo de banco. Deciden hacerlo por diferentes razones, aunque las cuatro quieren con ello cosas mejores para ellas y su familia.

## Elenco
- Jada Pinkett — Lita 'Stoney' Newsome
- Queen Latifah — Cleopatra 'Cleo' Sims
- Vivica A. Fox — Francesca 'Frankie' Sutton
- Kimberly Elise — Tisean 'T.T.' Williams
- John C. McGinley — Detective Strode
- Ella Joyce - Detective Waller
- Blair Underwood — Keith Weston
- Van and Vincent Baum - Jajuan Williams
- Charles Robinson — Nate Andrews
- Dr. Dre — Black Sam
- WC - Darnell
- Charles Walker — Capitán Fredricks
- Mark Thompson
- George Fisher — Policía
- F. Gary Gray — Chico conduciendo
- Geoff Callan — Nigel
- Samantha MacLachlan — Ursula
- Natalie Desselle-Reid - Tanika
- Chaz Lamar Shepherd - Stevie Newsome
- Thomas Jefferson Byrd - Luther (como Thom Byrd)
- Kayla Hickson
- Samuel Monroe Jr. - Lorenz

## Banda sonora
| Año  | Álbum                                                             | Posición máxima | Posición máxima | Certificaciones |
| Año  | Álbum                                                             | U.S.            | U.S. R&B        | Certificaciones |
| ---- | ----------------------------------------------------------------- | --------------- | --------------- | --------------- |
| 1996 | Set It Off - Lanzado: 24 de septiembre de 1996 - Sello: East West | 4               | 3               | - US: Platino   |